# کنت اسمیت
کنت اسمیت (انگلیسی: Kent Smith؛ ۱۹ مارس ۱۹۰۷ – ۲۳ آوریل ۱۹۸۵) یک هنرپیشه اهل ایالات متحده آمریکا بود.

## فیلم‌شناسی
از فیلم‌ها یا برنامه‌های تلویزیونی که وی در آن نقش داشته است می‌توان به دل نادان من، این زمین مال من است، میثاق با مرگ و ساکنان برهوت اشاره کرد.

## زندگی شخصی
اسمیت از سال 1937 تا زمان طلاق آنها در سال 1954 با بازیگر زن بتی ژیلت و از سال 1962 تا زمان مرگش بر اثر نارسایی احتقانی قلب در وودلند هیلز کالیفرنیا در سن 78 سالگی با ادیت آتواتر هنرپیشه ازدواج کرد.
از او همسر و دخترش به یادگار مانده است.